# Gabower Hangkante
Gabower Hangkante este o arie protejată (arie specială de conservare — SAC, sit de importanță comunitară — SCI) din Germania întinsă pe o suprafață de 75,53 ha, integral pe uscat.

## Localizare
Centrul sitului Gabower Hangkante este situat la coordonatele 52°49′35″N 14°04′58″E / 52.8264°N 14.0828°E.

## Înființare
Situl Gabower Hangkante a fost declarat sit de importanță comunitară în septembrie 2000.

## Biodiversitate
Situată în ecoregiunea continentală, aria protejată conține 3 habitate naturale: Pajiști calcaroase din nisipuri xerice, Pajiști stepice subpanonice, Fânețe de joasă altitudine (Alopecurus pratensis, Sanguisorba officinalis).
La baza desemnării sitului se află o specie protejată de  păsări: pupăză (Upupa epops).
Pe lângă speciile protejate, pe teritoriul sitului au mai fost identificate 5 specii de plante.